# Onze-Lieve-Vrouw van Loretten en Sint-Christoffelkapel

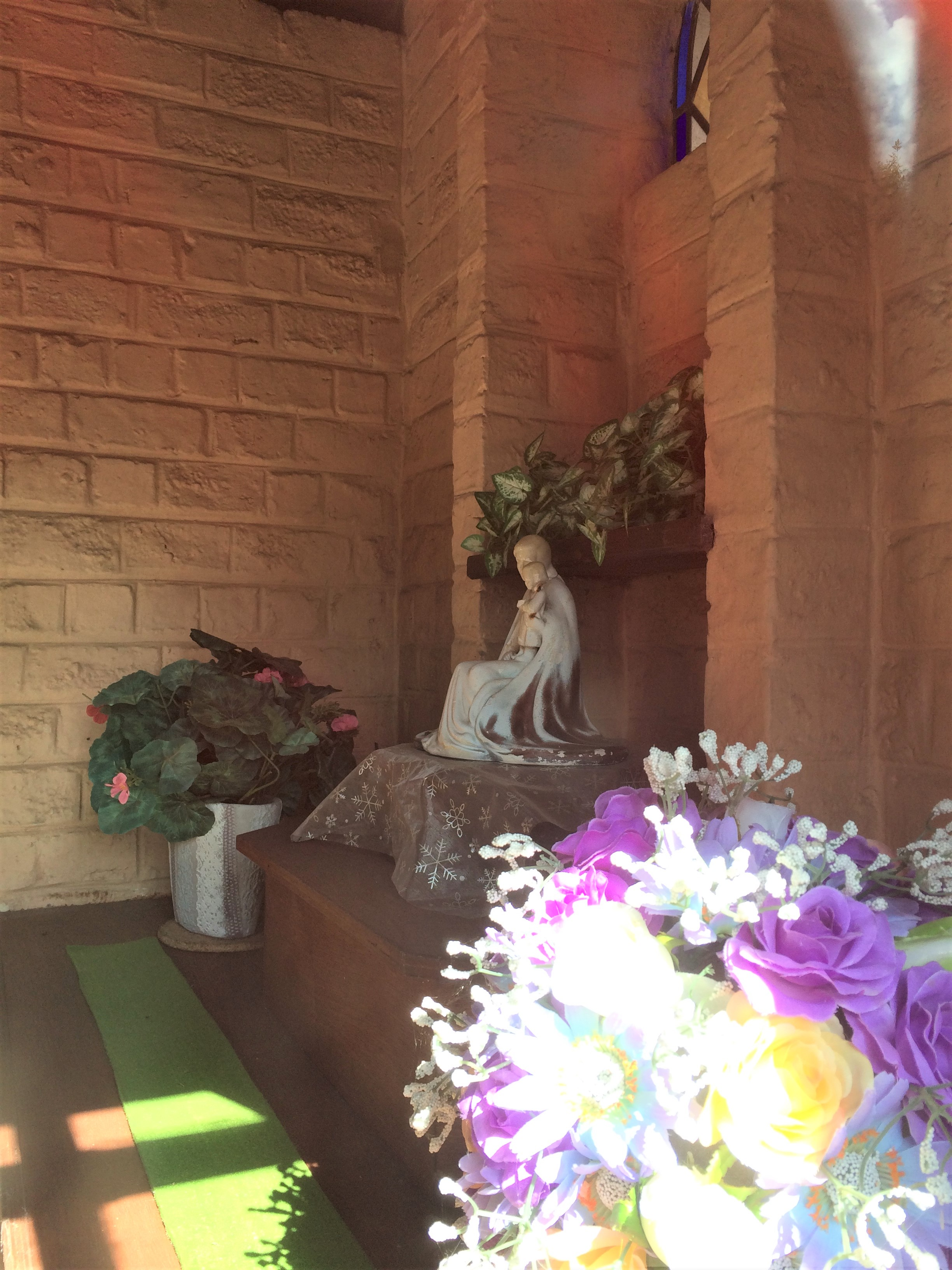
Altaar OLV Loretten en Sint-Christoffel

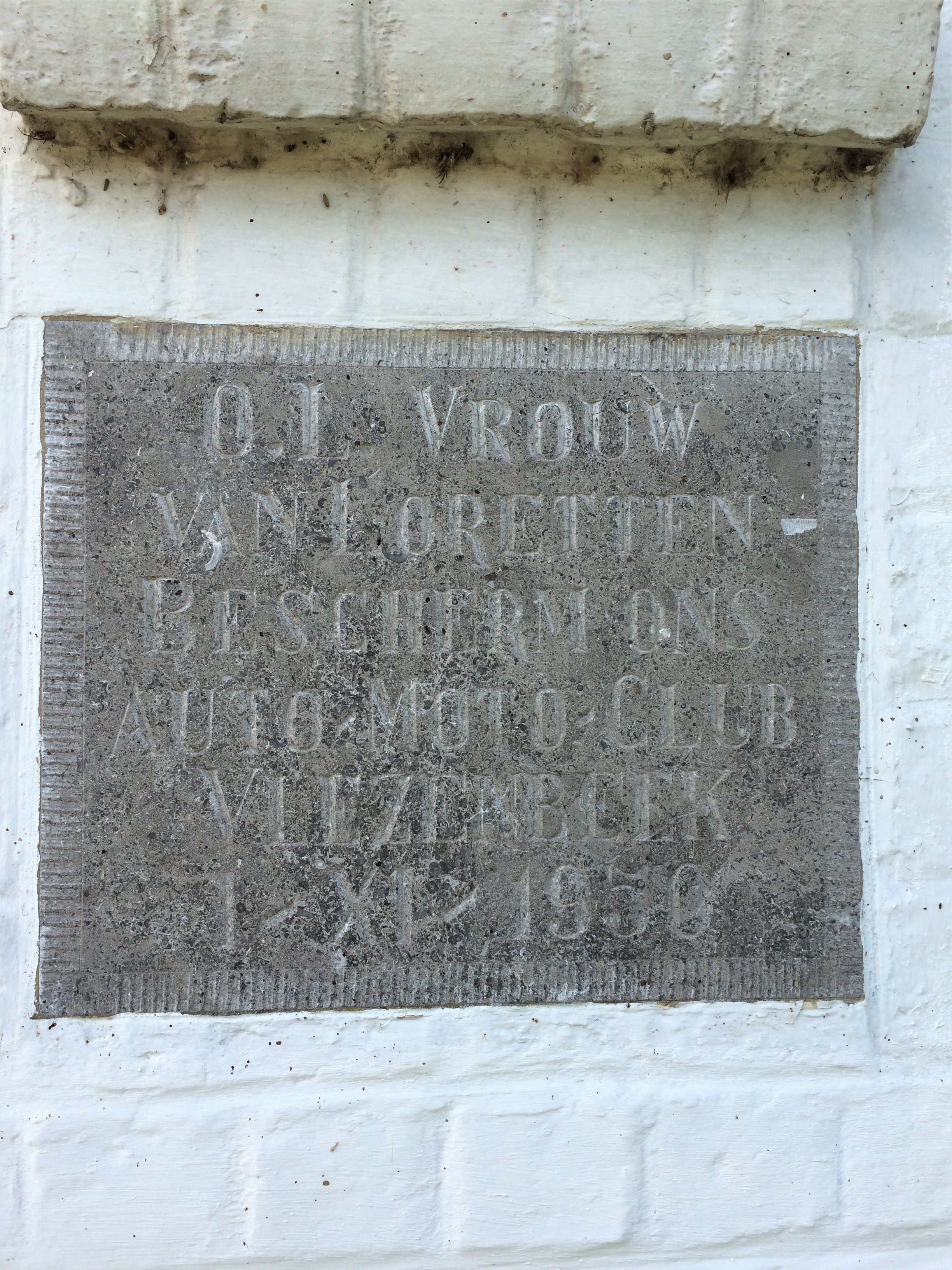
O-L-Vrouw van Loretten, bescherm ons, auto-motoclub Vlezenbeek I-XI-1950

De Onze-Lieve-Vrouw van Loretten en Sint-Christoffelkapel is een kapel in de Belgische plaats Vlezenbeek, Sint-Pieters-Leeuw. De kapel is gelegen op de hoek van de Steenbergstraat en Domstraat. 

## Geschiedenis
De kapel is gebouwd in de eerste jaren na 1950 naar aanleiding van het 650-jarig bestaan van de zelfstandige parochie Vlezenbeek. Zij werd, samen met nog drie andere kapellen, plechtig ingewijd door Monseigneur Cuvelier, missiebisschop, op zondag 28 augustus 1955.
In 1991 werd het rieten dak door brand vernield; in datzelfde jaar volgde een eerste restauratie.
In 2005 voerden de Vrienden van de St-Christoffelkapel een tweede restauratie uit.

## Kenmerken
De kapel wordt gekenmerkt door witgeschilderde bakstenen muren en roodbruine dakpannen. Binnen zijn twee kleine houten altaren aanwezig: het linker is gewijd aan Sint-Christoffel, het rechter aan Onze-Lieve-Vrouw.
De toewijding aan Sint-Christoffel verwijst naar de Vlezenbeekse auto-motoclub die met giften heeft bijgedragen aan de realisatie van de kapel. In de rechterzijgevel bevindt zich een arduinsteen met de tekst: O-L-Vrouw van Loretten, bescherm ons, auto-motoclub Vlezenbeek I-XI-1950.